# Artículo 98 de la Constitución de Costa Rica

El Partido Comunista Costarricense fue prohibido por el artículo 98 entre 1949 y 1975.

El artículo 98 de la Constitución Política de Costa Rica es el artículo que regula la libre asociación ciudadana en partidos políticos. 
El artículo fue polémico por décadas porque, en su redacción original, prohibía de facto la existencia del Partido Comunista Costarricense. Prohibición que estuvo en pie desde la promulgación de la Constitución en 1949 el 8 de noviembre de 1949 hasta su reforma el 4 de junio de 1975.

## Texto
El texto original del artículo rezaba así:

Artículo 98.- Todos los ciudadanos tienen derecho de agruparse en partidos para intervenir en la política nacional.
Sin embargo, se prohíbe la formación o el funcionamiento de partidos que por sus programas ideológicos, medios de acción o vinculaciones internacionales, tiendan a destruir los fundamentos de la organización democrática de Costa Rica, o que atenten contra la soberanía del país, todo a juicio de la Asamblea Legislativa, por votación no menor de las dos terceras partes de sus miembros y previo informe del Tribunal Supremo de Elecciones.

Si bien el texto constitucional no mencionaba al comunismo explícitamente (como sí lo hacía el decreto que lo precedió), y podría igualmente haber aplicado para, por ejemplo, un hipotético partido neofascista o ultraderechista, la prohibición cuando fue aplicada sólo se aplicó a la izquierda.
En 1975 la Asamblea Legislativa modificó el texto mediante la Ley 5698 removiendo enteramente el segundo párrafo y modificando el primero para que quedara así:

Artículo 98.- Todos los ciudadanos tienen derecho de agruparse en partidos, para intervenir en la política nacional, siempre que éstos se comprometan en sus programas a respetar el orden constitucional de la República.

Una reforma adicional se dio el 2 de julio de 1995 mediante Ley No.7675, quedando así:

Artículo 98.- Los ciudadanos tendrán el derecho de agruparse en partidos para intervenir en la política nacional, siempre que los partidos se comprometan en sus programas a respetar el orden constitucional de la República.

Los partidos políticos expresarán el pluralismo político, concurrirán a la formación y manifestación de la voluntad popular y serán instrumentos fundamentales para la participación política. Su creación y el ejercicio de su actividad serán libres dentro del respeto a la Constitución y la ley. Su estructura interna y funcionamiento deberán ser democráticos.

Siendo esta última la actual redacción del artículo.

## Historia
Terminada la Guerra Civil de Costa Rica de 1948 los acuerdos del Pacto de la Embajada de México suscritos por los caudillos de los bandos enemigos José Figueres Ferrer del Ejército de Liberación Nacional y Manuel Mora Valverde del Partido Comunista Costarricense, establecieron que se respetarían las vidas, libertades y derecho a la participación política de todos los bandos. Esto no se cumplió y el nuevo gobierno de facto presidido por Figueres, la Junta Fundadora de la Segunda República inmediatamente persiguió y encarceló a los comunistas y su partido fue proscrito.
El primer antecedente que tuvo el artículo constitucional fue el decreto con rango de ley (pues la Junta había suspendido la Constitución de 1871 y gozaba poderes absolutos) No. 105 que ilegalizaba expresamente al Partido Vanguardia Popular, nombre que ostentaba entonces el Partido Comunista:

1.- Se prohíbe la organización o funcionamiento de partidos políticos que por sus programas, medios de acción, vinculaciones o antecedentes se opongan al régimen de Gobierno representativo y democrático de la República, o que atenten contra la soberanía nacional.(…)
7.- Declarase comprendido expresamente en la prohibición del articulo primero al Partido Vanguardia Popular.

Durante la feroz persecución, Vanguardia Popular siguió organizándose en la clandestinidad. Mora parte al exilio mientras que Arnoldo Ferreto Segura es electo secretario general estando en prisión. Posteriormente se otorgaría una amnistía política general para comunistas y calderonistas en la administración de Mario Echandi que iría normalizando la política e impulsando la transición a la democracia, pero aunque libres, los comunistas seguirían prohibidos y sus intento de reorganizarse fueron detenidos por la aplicación del artículo 98 en los comicios de 1953 1958, 1962 y 1966.
Conforme pasa el tiempo, el sistema toleraría la existencia de partidos políticos que eran una clara mampara del viejo Vanguardia Popular. El Partido Acción Socialista se funda en 1969 postulando exitosamente como diputado a Manuel Mora y a Arnoldo Ferreto, y otras agrupaciones de izquierda existen antes de 1975 aunque ninguna era oficialmente comunista. 
La discusión sobre el derecho de los comunistas a participar en elección empezó a tocarse ya desde la elección de 1970 en que el propio Figueres (que era candidato presidencial) abogó por ello, así como lo hizo el candidato democristiano Jorge Arturo Monge Zamora en 1974. Durante el período 1974-1978 bajo la presidencia de Daniel Oduber Quirós, quien auspició la reforma, se cambia el artículo en 1975 para permitir a los comunistas volver oficialmente a la vida política.